# Tlaxcala (stato)
Tlaxcala è uno stato del Messico situato nella parte centro-meridionale del paese. La sua capitale è Tlaxcala. Confina a nord con Stato del Messico, Hidalgo e lo stato di Puebla che lo circonda quasi interamente. È lo stato più piccolo del Messico.
Prima dell'arrivo degli spagnoli Tlaxcala era uno stato indipendente in continua lotta con gli Aztechi. All'arrivo degli spagnoli i tlaxcaltechi si allearono con questi per combattere contro gli aztechi. Nella conquista di Tenochtitlán le truppe tlaxcalteche furono determinanti. Troppo tardi si resero conto che gli spagnoli erano degni successori dei loro ex-nemici e che l'oppressione e il saccheggio non erano finiti. Un tentativo di rivolta da parte del capotribù Xicoténcatl fu represso in modo sanguinoso.
Lo stato è composto da 60 comuni. I settori industriali più importanti sono il farmaceutico, chimico e il tessile.
È noto anche come termine di default della fatturazione sui siti creati con Joomla + Virtuemart (2.5).

## Società

### Evoluzione demografica
Abitanti censiti (in migliaia)

### Città
Oltre al capoluogo, la città di Tlaxcala le altre città di rilievo sono Vicente Guerrero, Apizaco, Huamantla e Chiautempa.

### Suddivisione amministrativa
| Codice INEGI | Municipio                              | Capoluogo municipale               | Data di creazione | Popolazione (2010) | Area (km²) |
| ------------ | -------------------------------------- | ---------------------------------- | ----------------- | ------------------ | ---------- |
| 001          | Amaxac de Guerrero                     | Amaxac de Guerrero                 | 1902              | 9875               | 11,50      |
| 002          | Apetatitlán de Antonio Carvajal        | Apetatitlán                        | 1824              | 13361              | 11,63      |
| 003          | Atlangatepec                           | Atlangatepec                       | 1824              | 6018               | 108,13     |
| 004          | Altzayanca                             | Altzayanca                         | 1880              | 15935              | 186,46     |
| 005          | Apizaco                                | Apizaco                            | 1873              | 76492              | 43,46      |
| 006          | Calpulalpan                            | Calpulalpan                        | 1824              | 44807              | 254,82     |
| 007          | El Carmen Tequexquitla                 | El Carmen Tequexquitla             | 1824              | 15368              | 58,52      |
| 008          | Cuapiaxtla                             | Cuapiaxtla                         | 1880              | 13671              | 84,69      |
| 009          | Cuaxomulco                             | Cuaxomulco                         | 1905              | 5066               | 16,58      |
| 010          | Chiautempan                            | Santa Ana Chiautempan              | 1824              | 66149              | 77,09      |
| 011          | Muñoz de Domingo Arenas                | Muñoz                              | 1953              | 4285               | 36,34      |
| 012          | Españita                               | Españita                           | 1857              | 8399               | 140,18     |
| 013          | Huamantla                              | Huamantla                          | 1824              | 84979              | 340,33     |
| 014          | Hueyotlipan                            | Hueyotlipan                        | 1857              | 13879              | 175,86     |
| 015          | Ixtacuixtla de Mariano Matamoros       | Villa Mariano Matamoros            | 1824              | 35162              | 29,93      |
| 016          | Ixtenco                                | Ixtenco                            | 1867              | 6791               | 43,56      |
| 017          | Mazatecochco de José María Morelos     | Mazatecochco de José María Morelos | 1943              | 9740               | 14,68      |
| 018          | Contla de Juan Cuamatzi                | Contla                             | 1867              | 35084              | 26,27      |
| 019          | Tepetitla de Lardizábal                | Tepetitla                          | 1880              | 18725              | 28,68      |
| 020          | Sanctórum de Lázaro Cárdenas           | Sanctórum                          | 1935              | 8474               | 100,48     |
| 021          | Nanacamilpa de Mariano Arista          | Ciudad de Nanacamilpa              | 1918              | 16640              | 109,29     |
| 022          | Acuamanala de Miguel Hidalgo           | Acuamanala                         | 1834              | 5711               | 14,95      |
| 023          | Natívitas                              | Natívitas                          | 1822              | 23621              | 56,30      |
| 024          | Panotla                                | Panotla                            | 1824              | 25128              | 61,29      |
| 025          | San Pablo del Monte                    | Villa Vicente Guerrero             | 1824              | 69615              | 60,28      |
| 026          | Santa Cruz Tlaxcala                    | Santa Cruz Tlaxcala                | 1864              | 17968              | 25,90      |
| 027          | Tenancingo                             | Tenancingo                         | 1895              | 11763              | 12,05      |
| 028          | Teolocholco                            | Teolocholco                        | 1945              | 21671              | 77,91      |
| 029          | Tepeyanco                              | Tepeyanco                          | 1869              | 11048              | 16,58      |
| 030          | Terrenate                              | Terrenate                          | 1862              | 13775              | 150,76     |
| 031          | Tetla de la Solidaridad                | Tetla                              | 1822              | 28760              | 169,89     |
| 032          | Tetlatlahuca                           | Tetlatlahuca                       | 1822              | 12410              | 25,24      |
| 033          | Tlaxcala                               | Tlaxcala de Xicohténcatl           | 1813              | 89795              | 52,46      |
| 034          | Tlaxco                                 | Tlaxco                             | 1822              | 39939              | 573,39     |
| 035          | Tocatlán                               | Tocatlán                           | 1952              | 5589               | 14,27      |
| 036          | Totolac                                | San Juan Totolac                   | 1907              | 20625              | 13,89      |
| 037          | Zitlaltepec de Trinidad Sánchez Santos | Zitlaltepec                        | 1824              | 8224               | 69,17      |
| 038          | Tzompantepec                           | Tzompantepec                       | 1822              | 14611              | 38,39      |
| 039          | Xaloztoc                               | San Cosme Xaloztoc                 | 1822              | 21769              | 41,90      |
| 040          | Xaltocan                               | Xaltocan                           | 1822              | 9777               | 102,66     |
| 041          | Papalotla de Xicohténcatl              | Papalotla de Xicohténcatl          | 1822              | 26997              | 24,46      |
| 042          | Xicohtzinco                            | Xicohtzinco                        | 1942              | 12255              | 7,33       |
| 043          | Yauhquemecan                           | San Dionisio Yauhquemecan          | 1822              | 33081              | 36,68      |
| 044          | Zacatelco                              | Zacatelco                          | 1822              | 38654              | 31,38      |
| 045          | Benito Juárez                          | Benito Juárez                      | 1995              | 5687               | 25,85      |
| 046          | Emiliano Zapata                        | Emiliano Zapata                    | 1995              | 4146               | 49,26      |
| 047          | Lázaro Cárdenas                        | Lázaro Cárdenas                    | 1995              | 2769               | 25,42      |
| 048          | La Magdalena Tlaltelulco               | La Magdalena Tlaltelulco           | 1995              | 16834              | 11,71      |
| 049          | San Damián Texoloc                     | San Damián Texoloc                 | 1995              | 5064               | 10,17      |
| 050          | San Francisco Tetlanohcan              | San Francisco Tetlanohcan          | 1995              | 9880               | 39,61      |
| 051          | San Jerónimo Zacualpan                 | San Jerónimo Zacualpan             | 1995              | 3581               | 7,81       |
| 052          | San José Teacalco                      | San José Teacalco                  | 1995              | 5660               | 36,23      |
| 053          | San Juan Huactzinco                    | San Juan Huactzinco                | 1995              | 6821               | 4,50       |
| 054          | San Lorenzo Axocomanitla               | San Lorenzo Axocomanitla           | 1995              | 5045               | 4,54       |
| 055          | San Lucas Tecopilco                    | San Lucas Tecopilco                | 1995              | 2833               | 28,59      |
| 056          | Santa Ana Nopalucan                    | Santa Ana Nopalucan                | 1995              | 6857               | 9,07       |
| 057          | Santa Apolonia Teacalco                | Santa Apolonia Teacalco            | 1995              | 4349               | 8,06       |
| 058          | Santa Catarina Ayometla                | Santa Catarina Ayometla            | 1995              | 7992               | 10,09      |
| 059          | Santa Cruz Quilehtla                   | Santa Cruz Quilehtla               | 1995              | 6296               | 5,46       |
| 060          | Santa Isabel Xiloxoxtla                | Santa Isabel Xiloxoxtla            | 1995              | 4436               | 5,87       |